# 가칠봉 전투
가칠봉 전투(加七峰戰鬪, 1951년 9월 4일 ~ 10월 14일)는 1951년 6월 23일 휴전회담이 제기된 이후 처음으로 방어에 유리한 지형을 확보할 목적으로 미국 19 군단장이 양구 북방의 가칠봉 일대에 5사단을 투입하여 고지를 점령하게 한 작전이다. 북한군은 27사단과 12사단을 투입하여 반격에 나섰으나, 40여일의 격전 후에 결국 한국군의 승리로 끝났다.
휴전 회담이 시작된 후 유엔군은 미국 1 해병사단과 대한민국 1해병연대를 주축으로 강원도 양구군 일대의 펀치볼 전투를 8월 30일에 시작했다. 가칠봉 전투는 펀치볼 전투와 단장의 능선 전투와 거의 동시에 시작된 전투로 이 일대를 유엔군과 한국군이 장악하기 위한 전투였다.

## 가칠봉 개요
가칠봉 전방 500m에는 1,122고지(일명 김일성 고지)가 있었다. 쌍방이 차후 작전을 위해서 필히 확보해야 할 주요 고지였다. 가칠봉은 아군 전선에 너무 근접하여 포병 및 항공 화력이 불가능해서 오로지 보병 근접 전투에 의존해야 했던 전투였다. 이 때문에 미군의 화력과 항공지원에 많이 의존하던 당시 한국군 및 유엔군의 입장에서는 매우 불리한 상황이었다. 인명 피해도 만만치 않을 것으로 예상되었다.
지형적으로도 가칠봉은 해안분지의 북서쪽 분지를 둘러싸고, 외곽에는 높은 산들이 솟아 있는데, 공격자인 한국군은 낮은 지점에서 고지로 올라가며 전투를 치러야했지만, 방어자인 인민군은 지형을 이용한 방어진지를 구축하고, 적의 항공지원을 걱정하지 않아도 되는 상황에서 올라오는 공격군을 격퇴하는 전투로 상대적으로 유리한 입장이었다.
그러나 향후 작전을 위해서 가칠봉 고지를 장악해야 했던 한국군은 공격을 시작했고, 고지의 주인이 6번이나 바뀌는 혈전을 치러야 했다. 악조건 속에서도 국군 5보병사단은 끝까지 가칠봉 일대를 고수함으로써 펀치볼 지역을 확보하는 데 결정적인 공헌을 하였다.

## 전투 경과
5사단장 민기식 준장은 27 보병연대(연대장 유의준 대령)를 전투에 투입했다. 인민군은 2군단 27사단 예하 7연대, 14연대, 32연대와 12사단 23연대를 투입했다. 27연대는 8월 30일에 적정 정찰과 부대 배치를 완료하고, 9월 4일 공격을 개시했다. 포병 화력 지원은 사단 예하의 26포병대대가 담당했다. 한국군은 초반에 고지를 점령하는 데 성공했으나, 인민군도 즉시 야음을 이용한 역습을 가해 고지를 탈환했다. 이렇게 6번 고지의 주인은 바뀌었고, 그 과정에서 양측은 백병전을 서슴지 않았고, 많은 손실을 입었다.

이러한 격렬한 전투 끝에 결국 가칠봉 및 주위에 연결된 고지를 완전점령할 수 있었다. 이로써 한국군은 양구군 해안 분지 일대를 완전히 차지하여 소위 펀치볼이라 불리는 북서쪽의 주요 고지를 확보했다. 반면, 인민군은 이 전투의 패배로 가칠봉에서 쌍두령 방면으로 후퇴할 수밖에 없었다.

## 참고사항
- 이 가칠봉은 제4땅굴 바로 위에 위치하고 있으며 현재 일반인의 출입이 안되는 가시지역이다.
- 가칠봉은 금강산의 마지막 봉우리로, 이름도 이 봉우리가 있어야 금강산 1만 2천봉이 완성된다는 뜻에서 "더할 가"를 사용했다고 한다.